# Svatopluk Bouška
Svatopluk Bouška (* 29. dubna 1947) je bývalý český fotbalista, záložník a trenér. Jeho starším bratrem je fotbalista a trenér Josef Bouška.

## Fotbalová kariéra
V československé lize nastoupil ve 176 ligových utkáních a dal 4 góly. Hrál za Spartu Praha (1968–1975), s níž roku 1972 získal československý pohár a roku 1973 postoupil do semifinále Poháru vítězů pohárů. V sezóně 1975/76 hrál ve druhé lize za SONP Kladno, kam byl ze Sparty vyměněn spolu s Jaroslavem Bartoněm za Jana Jirase. Dále pokračoval v první lize za Bohemians Praha (1976–1979).

## Ligová bilance
| Ročník                                   | Zápasy | Góly | Minuty | Klub            |
| ---------------------------------------- | ------ | ---- | ------ | --------------- |
| 1. československá fotbalová liga 1968/69 | 19     | 0    | -      | Sparta Praha    |
| 1. československá fotbalová liga 1969/70 | 28     | 2    | -      | Sparta Praha    |
| 1. československá fotbalová liga 1970/71 | 14     | 1    | -      | Sparta Praha    |
| 1. československá fotbalová liga 1972/73 | 28     | 0    | -      | Sparta Praha    |
| 1. československá fotbalová liga 1973/74 | 21     | 0    | -      | Sparta Praha    |
| 1. československá fotbalová liga 1974/75 | 13     | 0    | -      | Sparta Praha    |
| 2. československá fotbalová liga 1974/75 | -      | -    | -      | SONP Kladno     |
| 2. československá fotbalová liga 1975/76 | -      | -    | -      | SONP Kladno     |
| 1. československá fotbalová liga 1976/77 | 8      | 0    | -      | Bohemians Praha |
| 1. československá fotbalová liga 1977/78 | 21     | 1    | 1174   | Bohemians Praha |
| 1. československá fotbalová liga 1978/79 | 21     | 0    | 1358   | Bohemians Praha |
| 1. československá fotbalová liga 1979/80 | 3      | 0    | 77     | Bohemians Praha |
| CELKEM                                   | 164    | 4    | -      |                 |

## Trenérská kariéra
Trénoval Duklu Praha a Bohemians.